# 461 TCN
461 TCN là một năm trong lịch La Mã.